# Zabrotes ixtapan
Zabrotes ixtapan là một loài bọ cánh cứng trong họ Bruchidae. Loài này được Romero & Johnson miêu tả khoa học năm 2000.